# 沃尔特·刘易斯
沃尔特·刘易斯（英語：Walter Lewis，1885年7月17日—1956年5月29日），加拿大男子赛艇运动员。他曾代表加拿大参加1908年夏季奥林匹克运动会赛艇比赛，获得男子八人单桨有舵手铜牌。